# Eike Roswag-Klinge
Eike Roswag-Klinge (* 1969 in Gießen) ist ein deutscher Architekt und Professor an der Technischen Universität Berlin.

## Leben
Zunächst absolvierte Roswag-Klinge eine Berufsausbildung zum Tischler, bevor er 1992 an der Technischen Universität Berlin ein Architekturstudium begann. Dieses schloss er 2000 als Diplomingenieur Architekt ab. In seiner Diplomarbeit befasste sich Roswag-Klinge mit ökologischem Bauen. Er ist Mitglied der Berliner Sektion des BDA, wo er dem Kuratorium des BDA-Preis Berlins angehört.

## Forschung und Lehre
Zum Oktober 2017 wurde Roswag-Klinge Professor für Baukonstruktion und klimaadaptive Architektur an der Technischen Universität Berlin am Institut für Architektur. Er ist Leiter des Natural Building Lab, welches sich mit den Konzepten, Anforderungen, Auswirkungen und weiteren Aspekten des nachhaltigen Bauens befasst.

## Publikationen (Auswahl)
- Als Herausgeber mit Kristin Wellner (Hrsg.), Alexander Passer (Hrsg.), Thomas Lützkendorf (Hrsg.), Guillaume Habert (Hrsg.): „sbe22 berlin - built environment within planetary boundaries: book of abstracts“, Berlin: Universitätsverlag der TU Berlin 2022, ISBN 978-3-7983-3257-7 DOI: doi:10.14279/depositonce-14758
- Mit Sina Jansen, Nina Pawlicki, Matthew Crabbe: „Real-world Laboratories in the Building Sector - Strategies for Transformation and Leap Innovations“ in IOP conference series. Earth and environmental science, Bristol: IOP Publishing 2022, Ausgabe 1078, Seite 12109 doi:10.14279/depositonce-16524
- Mit Nina Pawlicki und Matthew Crabbe: „Architectural Education for a Post-Fossil Future“ in IOP conference series. Earth and environmental science, Bristol: IOP Publishing 2019, Ausgabe 323, Seite 12157 doi:10.1088/1755-1315/323/1/012157

## Auszeichnungen (Auswahl)
- KAIROS-Preis (2015)[8]
- BDA-Preis Berlin für das Betriebsgebäude Artis GmbH in Berlin-Tempelhof (2012)[9]
- Holcim Award in Gold in Asia-Pazifik (2011)[10]
- Aga Khan Award for Architecture: Schule in Rudrapur (Bangladesh) (2007)[9]